# Patrick O'Sullivan
Pour les articles homonymes, voir O'Sullivan.
Patrick O'Sullivan (né le 1er février 1985 à Toronto, dans la province de l'Ontario au Canada) est un joueur professionnel de hockey sur glace.

## Carrière
Né d'un père canadien et d'une mère américaine, c'est après avoir évolué pour le programme de développement des États-Unis qu'O'Sullivan se démarque alors qu'il rejoint les IceDogs de Mississauga de la Ligue de hockey de l'Ontario et où il est nommé au terme de la saison 2001-2002 le joueur recrue de l'année de la Ligue canadienne de hockey.
Réclamé au deuxième tour du repêchage de 2003 de la Ligue nationale de hockey par le Wild du Minnesota, l'attaquant poursuit néanmoins avec les IceDogs et est également appelé à représenter les États-Unis à l'occasion des Championnats du monde junior de 2003, 2004 et 2005.
Devenant joueur professionnel en 2005, il s'aligne alors avec les Aeros de Houston, club affilié au Wild dans la Ligue américaine de hockey. Au terme de cette première saison, il se voit décerner le trophée Dudley-« Red »-Garrett remis à la recrue par excellence après avoir inscrit 93 points en 78 rencontres.
Malgré cette productive première saison, le Wild décide de le céder au cours d'une transaction avec les Kings de Los Angeles. O'Sullivan rejoint alors l'équipe affiliée aux Kings en LAH, les Monarchs de Manchester et est également appelé à faire ses débuts avec le grand club pour 44 parties.
Après un peu moins de trois saisons dans l'organisation des Kings, ceux-ci l'envoient à la date limite des transactions de la LNH le 4 mars 2009 aux Hurricanes de la Caroline qui eux, le cèdent le même jour aux Oilers d'Edmonton pour le vétérans Erik Cole. O'Sullivan dispute une saison supplémentaire avec les Oilers avant d'être échangé à nouveau, cette fois aux Coyotes de Phoenix.

### Carrière internationale
Au niveau international, O'Sullivan est appelé à plusieurs reprises à représenter les États-Unis au championnat du monde junior ainsi qu'au championnat du monde.

## Statistiques

### Statistiques en club
| Saison     | Équipe                    | Ligue      |     | Saison régulière | Saison régulière | Saison régulière | Saison régulière | Saison régulière |    | Séries éliminatoires | Séries éliminatoires | Séries éliminatoires | Séries éliminatoires | Séries éliminatoires |
| Saison     | Équipe                    | Ligue      | PJ  | B                | A                | Pts              | Pun              | PJ               | B  | A                    | Pts                  | Pun                  |                      |                      |
| 2000-2001  | États-Unis                | NAHL       | 56  | 22               | 35               | 57               | 57               | -                | -  | -                    | -                    | -                    |                      |                      |
| 2001-2002  | États-Unis                | USHL       | 1   | 1                | 0                | 1                | 2                | -                | -  | -                    | -                    | -                    |                      |                      |
| 2001-2002  | IceDogs de Mississauga    | LHO        | 68  | 34               | 58               | 92               | 61               | -                | -  | -                    | -                    | -                    |                      |                      |
| 2002-2003  | IceDogs de Mississauga    | LHO        | 56  | 40               | 41               | 81               | 57               | 5                | 2  | 9                    | 11                   | 18                   |                      |                      |
| 2003-2004  | IceDogs de Mississauga    | LHO        | 53  | 43               | 39               | 82               | 32               | 24               | 12 | 11                   | 23                   | 16                   |                      |                      |
| 2004-2005  | IceDogs de Mississauga    | LHO        | 57  | 31               | 59               | 90               | 63               | 5                | 0  | 4                    | 4                    | 6                    |                      |                      |
| 2005-2006  | Aeros de Houston          | LAH        | 78  | 47               | 49               | 93               | 64               | 8                | 5  | 5                    | 10                   | 4                    |                      |                      |
| 2006-2007  | Kings de Los Angeles      | LNH        | 44  | 5                | 14               | 19               | 14               | -                | -  | -                    | -                    | -                    |                      |                      |
| 2006-2007  | Monarchs de Manchester    | LAH        | 41  | 18               | 21               | 39               | 12               | 16               | 8  | 9                    | 17                   | 10                   |                      |                      |
| 2007-2008  | Kings de Los Angeles      | LNH        | 82  | 22               | 31               | 53               | 36               | -                | -  | -                    | -                    | -                    |                      |                      |
| 2008-2009  | Kings de Los Angeles      | LNH        | 62  | 14               | 23               | 37               | 16               | -                | -  | -                    | -                    | -                    |                      |                      |
| 2008-2009  | Oilers d'Edmonton         | LNH        | 19  | 2                | 4                | 6                | 12               | -                | -  | -                    | -                    | -                    |                      |                      |
| 2009-2010  | Oilers d'Edmonton         | LNH        | 73  | 11               | 23               | 34               | 32               | -                | -  | -                    | -                    | -                    |                      |                      |
| 2010-2011  | Hurricanes de la Caroline | LNH        | 10  | 1                | 0                | 1                | 2                | -                | -  | -                    | -                    | -                    |                      |                      |
| 2010-2011  | Wild du Minnesota         | LNH        | 21  | 1                | 6                | 7                | 2                | -                | -  | -                    | -                    | -                    |                      |                      |
| 2010-2011  | Aeros de Houston          | LAH        | 36  | 19               | 29               | 48               | 22               | 24               | 4  | 14                   | 18                   | 16                   |                      |                      |
| 2011-2012  | Coyotes de Phoenix        | LNH        | 23  | 2                | 2                | 4                | 2                | -                | -  | -                    | -                    | -                    |                      |                      |
| 2011-2012  | Pirates de Portland       | LAH        | 26  | 10               | 20               | 30               | 16               | -                | -  | -                    | -                    | -                    |                      |                      |
| 2011-2012  | Rivermen de Peoria        | LAH        | 17  | 5                | 8                | 13               | 36               | -                | -  | -                    | -                    | -                    |                      |                      |
| 2012-2013  | HIFK                      | SM-liiga   | 8   | 1                | 3                | 4                | 4                | -                | -  | -                    | -                    | -                    |                      |                      |
| Totaux LNH | Totaux LNH                | Totaux LNH | 334 | 58               | 103              | 161              | 116              | -                | -  | -                    | -                    | -                    |                      |                      |

### Statistiques en équipe nationale
| Année | Équipe             | Compétition                          |   | PJ | B | A  | Pts | Pun           |  | Résultat |
| 2002  | États-Unis -18 ans | Championnat du monde moins de 18 ans | 8 | 7  | 8 | 15 | 37  | Médaille d'or |  |          |
| 2003  | États-Unis -20 ans | Championnat du monde junior          | 7 | 1  | 2 | 3  | 10  | 4e place      |  |          |
| 2004  | États-Unis -20 ans | Championnat du monde junior          | 6 | 3  | 0 | 3  | 12  | Médaille d'or |  |          |
| 2005  | États-Unis -20 ans | Championnat du monde junior          | 7 | 2  | 6 | 8  | 12  | Médaille d'or |  |          |
| 2006  | États-Unis         | Championnat du monde                 | 3 | 1  | 0 | 1  | 0   | 7e place      |  |          |
| 2008  | États-Unis         | Championnat du monde                 | 7 | 3  | 3 | 6  | 2   | 6e place      |  |          |
| 2009  | États-Unis         | Championnat du monde                 | 9 | 4  | 3 | 7  | 6   | 4e place      |  |          |

## Honneurs et trophées
- Ligue de hockey de l'Ontario
  - Récipiendaire du trophée de la famille Emms remis à la recrue par excellence en 2002.
- Ligue canadienne de hockey
  - Nommé joueur recrue par excellence en 2002.
- Ligue américaine de hockey
  - Récipiendaire du trophée Dudley-« Red »-Garrett remis à la recrue par excellence en 2006.
  - Nommé dans l'équipe d'étoiles des recrues en 2006.

## Transactions en carrière
- Repêchage 2003 : réclamé par le Wild du Minnesota (2e choix de l'équipe, 56e choix au total).
- 24 juin 2006 : échangé par le Wild avec le choix de première ronde des Oilers d'Edmonton au repêchage de 2006 (choix acquis précédemment, les Kings sélectionnent avec ce choix Trevor Lewis) aux Kings de Los Angeles en retour de Pavol Demitra.
- 4 mars 2009 : échangé par les Kings avec le choix de deuxième ronde des Flames de Calgary au repêchage de 2009 (choix acquis précédemment, les Hurricanes sélectionnent avec ce choix Brian Dumoulin) aux Hurricanes de la Caroline en retour de Justin Williams.
- 4 mars 2009 : échangé par les Hurricanes avec leur choix de deuxième ronde au repêchage de 2009 (choix échangé ultérieurement aux Sabres de Buffalo, puis aux Maple Leafs de Toronto qui sélectionnèrent avec ce choix Jesse Blacker) aux Oilers d'Edmonton en retour d'Erik Cole et du choix de cinquième ronde des OIlers en 2009 (la Caroline sélectionnent avec ce choix Matt Kennedy).
- 30 juin 2010 : échangé par les Oilers aux Coyotes de Phoenix en retour de Jim Vandermeer.